# Sankt Markus Sogn (Aarhus)
 For alternative betydninger, se Sankt Markus Sogn. (Se også artikler, som begynder med Sankt Markus Sogn)
Sankt Markus Sogn er et sogn i Århus Domprovsti (Århus Stift).
I 1935, hvor Sankt Markus Kirke (Aarhus) blev indviet, blev Sankt Markus Sogn (Aarhus) oprettet. Det blev udskilt fra Vor Frue Sogn (Aarhus Kommune) og Sankt Johannes Sogn (Aarhus), der begge lå i Aarhus købstad, som geografisk hørte til Hasle Herred i Aarhus Amt. Ved kommunalreformen i 1970 blev købstaden kernen i Aarhus Kommune.
Møllevang Sogn, der blev oprettet i 1959, hvor Møllevangskirken blev indviet, blev udskilt fra Sankt Markus Sogn.